# Ralph Prins
Ralph Prins (Amsterdam, 3 mei 1926 – Den Haag, 23 januari 2015) was een Nederlandse beeldend kunstenaar. Hij ontwierp beeldmerken, affiches en boekomslagen, was fotograaf, schilder en tekenaar, en ontwierp meerdere herdenkingsmonumenten.
In 1966 won hij de Grand Prix Interpress – de Sovjet-tegenhanger van de World Press Photo-competitie – en in 1967 de Novosti Persprijs. Van 1975-1979 was hij voorzitter van Beroeps Fotografen Nederland (BFN Fotografen).
Prins was moeilijk te vangen in een enkel medium of een specifieke stijl. Zijn iconische ontwerp voor Nationaal Monument Kamp Westerbork, onthuld door koningin Juliana in 1970, kenmerkt de expressieve beeldtaal die hij in vrijwel ieder medium kon toepassen. Op de plek waar 102.000 vervolgden werden voorgesorteerd voor tewerkstelling en verdelging, plaatste hij een licht overhellende muur van Drentse zwerfkeien gestapeld als schedels, met daarvoor een stootblok waarvandaan rails over 97 bielzen voeren (de 97 Nederlandse treintransporten) en dan omhoog reiken in een verstild, verwrongen gebaar van wanhoop en verwoesting.
Prins' toegepaste en vrije werk, vaak beïnvloed door zijn ervaringen in de Tweede Wereldoorlog, is geëxposeerd in binnen- en buitenland.

## Jeugd, oorlogsjaren
Raphaël Mozes (Ralph) Prins was enig kind van Harriët Martha (Hetta) Prins, directrice van een meisjestehuis, en Izak Prins, jurist en publicist. Zijn ouders scheidden nog voor hij twee jaar oud was. Hij groeide op in Haarlem en Amsterdam bij zijn grootouders en in gastgezinnen, onder meer van schrijver Joseph Gompers.
In de beginjaren van de Tweede Wereldoorlog werden joodse kinderen van school gehaald en op inderhaast opgerichte Joodse scholen geplaatst. Ralph gaat naar het Amsterdams Joods Lyceum en volgt (huis)schilderen en lettertekenen op de Joodse ambachtsschool. De klassen liepen snel leeg: families gingen op transport of, zoals Anne Frank – bij wie hij tijdens zijn schooljaren nog op een verjaardagsfeestje kwam – in de onderduik.
Vanwege het pionierswerk van zijn moeder in de sociale zorg kwam de familie op de "Lijst-Frederiks": Joodse families die door hun 'maatschappelijke betekenis' vooralsnog gevrijwaard werden van deportatie. Zij werden vanaf 1942 geïnterneerd in een 'Joods Tehuis' in Barneveld. De kosten werden gedekt door de bewoners zelf en uit geroofde Joodse vermogens. Prins voelde zich met name thuis tussen de vele kunstenaars en musici in het gezelschap, waarmee hij intensief contact had, zoals kunsthistoricus Hans van de Waal, later directeur van het Prentenkabinet te Leiden. De voorlopige vrijwaring van deportatie raakte hem diep. "Al het bevoorrechte heeft een bittere nasmaak", zo citeerde de Volkskrant Prins in 1995.
In de herfst van 1943 werd de Barneveldgroep alsnog gedeporteerd naar Westerbork en ondergebracht in barak 85. De 17-jarige Prins werd tewerkgesteld als ordonnans. Hij kreeg er ook tekenles van de beeldhouwer Jobs Wertheim. In 1944 stuurde de Duitse bezetter het grootste deel van de Barneveldgroep door naar Theresienstadt, een vestingstadje in door nazi-Duitsland veroverd gebied dat was ingericht als getto annex concentratiekamp. Prins was voortdurend in de weer met pen en penseel; voor degenen die op transport moesten naar Auschwitz verzorgde hij de belettering op koffers, en hij maakte portretschetsjes van ieder die daarom vroeg. In zijn latere leven bleven die ervaringen hem in dromen bezoeken; hij realiseerde zich dat zijn drang te portretteren wortelde in "het blootleggen van iemands innerlijk, zodat je hem niet kan vergeten" (ongepubliceerd interview met Noor Hellman).
In het laatste jaar van de Tweede Wereldoorlog onderhandelde Heinrich Himmler, Reichsführer van de SS, in het geheim met de Zwitserse oud-president Jean-Marie Musy over de vrijlating van groepen Joodse gevangenen in ruil voor een betere Duitse uitgangspositie in mogelijke vredesonderhandelingen. In Theresienstadt werd daarvoor een groep van 1200 gevangenen geselecteerd Prins meldde zich bij kampcommandant Karl Rahm met het argument dat hij graficus wilde worden en Zwitserland daarvoor in zijn ogen de beste opleidingen had. Prins vertelde later geregeld dat Rahm lachend zijn verzoek inwilligde en toestond dat hij zijn moeder en grootmoeder mocht meenemen. Toen Adolf Hitler van Himmlers onderhandelingen vernam, werden deze onmiddellijk verboden, maar toen was de eerste trein – met Prins – al in Zwitserland gearriveerd. Hun aankomst in Sankt Gallen is niet in foto's vastgelegd. Maar de Estlands-Joodse schilder Ben Ami, die al enige jaren in die plaats als vluchteling woonde, werd als tolk bij de aankomst van de groep betrokken en schetste in kleurkrijt de uitgemergelde stoet die van het station naar het opvangcentrum schuifelde.
In Zwitserland viel Prins' werk op bij de beeldhouwer en architect Fritz Wotruba, die het Nederlandse consulaat aanbeval de gestrande jongere in te schrijven aan de Kunstgewerbeschule Zürich, hetgeen geschiedde. Terug in Nederland werd hij opgenomen in het gezin van professor Gerard Wiarda, de latere president van de Hoge Raad en van het Europese Hof voor de Rechten van de Mens. Hij begon een studie typografie aan de Kunstnijverheidsschool Quellinus te Amsterdam, Schilder Willem Schrofer adviseerde hem over te stappen naar de Koninklijke Academie van Beeldenden Kunsten in Den Haag. Daar kreeg Prins les van onder anderen Gerard Kiljan, Jaap d'Oliveira, Paul Schuitema en Gerard de Vries. Hij tekende cartoons en illustraties voor dagbladen als Het Vaderland. Later bezocht hij de fotoschool van Martha Hoepffer en de Hochschule für Gestaltung in Ulm.

###### Tijdlijn Tweede Wereldoorlog
- December 1942: internering in 'De Biezen', onderdeel van Joods Tehuis Barneveld
- 29 september 1943: transport naar Kamp Westerbork, internering in barak 85
- 4 september 1944: deportatie per trein naar concentratiekamp/getto Theresienstadt
- 6 september 1944: aankomst in Theresienstadt
- 5 februari 1945: vertrek per trein naar Zwitserland[3]
- 7 februari 1945: aankomst in Desinfektionslager St. Gallen
- 10 februari 1945: Flüchtlingsauffangslager (vluchtelingenopvangkamp) Adliswil, nabij Zürich
- Juni-juli 1945: terug naar Nederland

## De kunst van de beweging
Marcel Carnés mime-film Les enfants du paradis (1945) maakte op hem een overrompelende indruk. Toneelregisseur Erik Vos, zelf op de École de Mime van Etienne Decroux in Parijs, beschreef later Prins' besluit om naar Frankrijk te komen: "In de zomer van 1951 wandelde Ralph bij Decroux binnen, en met zijn schijnbare onhandigheid wist hij Decroux – die fotografen haatte – te betoveren. Ralph interesseerde zich minder voor de foto's dan voor de kunst van de beweging, en ik denk dat het dat geweest moet zijn."
Begin jaren vijftig werkte Prins bij Olivetti in Italië als industrieel vormgever. Hij was voorzitter van de jury van de Triënnale van Milaan. Daarna ging hij als coördinerend vormgever aan de slag bij Vroom & Dreesmann; hij ontwierp drukwerk, etalages en interieurs. Maar Prins zou vooral freelancer blijven die verschillende kunstvormen naar zijn hand zette. Dichter Paul Rodenko bespreekt zijn werk zo: "feitelijk is hij in alles wat hij doet choreograaf. Hij danst zijn gedichten, acteert zijn foto's en mimeert zijn lithografieën."
In de loop der jaren ontwierp Prins onder meer voor Amnesty International, de Bondsspaarbank, British Petroleum, C&A, CentraalStaal, Con & Verdonck, Eduard Pelger, Esso, de Federatie Metaal- en Electrotechnische Industrie, de Friesch-Groningse Hypotheekbank, het Holland Festival, Hotel Modern, het ministerie van Buitenlandse Zaken, Mobil, Peek & Cloppenburg, Philips, Orgalime, het Ro Theater, Synres en UNESCO.
Van 1966 tot 1986 doceerde hij grafisch ontwerpen en tekenen aan de Academie voor Beeldende Kunsten Minerva in Groningen.
Een brede selectie van zijn beeldmerken is opgenomen in Top Symbols & Trademarks of the World, en zijn werk bevindt zich in de collecties van onder meer het Stedelijk Museum, Kunstmuseum Den Haag, het Joods Historisch Museum, het Affichemuseum, het Nederlands Fotomuseum en het Rijksprentenkabinet.

## Werkwijze
Werkstukken waren voor Prins een oefening in het helder stellen van de vraag; dan viel de uitwerking direct op haar plaats. Uitmuntende materiaalkennis was daarbij een voorwaarde. Niet alleen wat betreft papierkeuze, korrelgrootte of lettertype. Hij trok al begin jaren tachtig naar Duitsland om de eerste ontwerpcomputers in zijn werk toe te passen, maar eiste ook van zichzelf dat hij een eenvoudige wegwerpcamera exact kon laten doen wat hij wilde. Bovenal was hij steeds op zoek naar de optimale verbeelding van zijn humanistische kijk op de wereld, niet alleen in zijn vrije, ook in zijn toegepaste werk. Daarom waren de Engelse en Franse termen voor drukletters – 'typefaces', 'charactères' – hem zo dierbaar.
In opdracht van het Rijksprentenkabinet fotografeerde hij in 1965 een aantal Nederlandse schrijvers. Toen hij op afspraak bij dichter Adriaan Roland Holst langsging, vroeg Prins eerst om een rondleiding, tot en met de inhoud van de kledingkast van de schrijver. In een interview vertelt hij wat volgde:
"Een van de facetten die mij bij Roland Holst boeien is zijn buitengewone verbondenheid met de natuur. In zijn werk vind ik een schouwend element. En precies dat wilde ik in mijn portret hebben. Ik heb hem meegenomen naar waar het licht goed was, en zei. 'Wilt u naar die boom kijken tot u de sluiter hoort afgaan?' Ik wachtte met afdrukken tot iets zou gebeuren waarvoor het moment nog niet was aangebroken. Hij werd ongeduldig en vroeg 'hoe lang duurt het nog?' Mijn antwoord was: 'Dat kan ik niet zeggen, u hoort het aan het klikken van de sluiter.' Hij hield de boom wel goed in het oog. Opeens verveelde het hem en ging hij in plaats van kijken, staren. En dat was het moment waar ik op wachtte. Toen mijn vrouw die foto zag merkte ze op: 'Ik weet niet of je hem dat moet laten zien – hij staat er naakt op.'"

## Engagement
Vooral met zijn wereldwijd gelauwerde affiches voor Amnesty International vond Prins een manier zich uit te spreken tegen onrecht en geweld. Ook tekende hij portretten van politieke gevangenen en fotografeerde hij, in opdracht van UNESCO, het dagelijks leven in werelderfgoedsteden als Cusco (Peru), Fez (Marokko) en Havana (Cuba). In talrijke fotoreportages belicht hij de universele menselijke waardigheid: van een gehandicapte bedelaar in Thailand tot een zonderlinge marktvrouw in Portugal, een arme familie op een Roemeense huifkar en een zelfstandig veehoedende peuter in de Andes. Maar eigenlijk zag hij zijn complete oeuvre – of het nu een beeldmerk was of een boekomslag, een getekende danser, een gedenksteen of een zeegezicht – als eerbetoon aan onbevangenheid, oprechtheid en de ongecorrumpeerde schoonheid van de schepping.
Zijn expressieve materiaaltoepassing komt goed tot uiting in zijn oorlogsmonumenten. Ter herinnering aan het op transport stellen, in 1943, van alle bijna 1300 bewoners van de Joodse zorginstelling Het Apeldoornsche Bosch ontwierp hij een mozaïek van zonbeschenen bladmotieven dat de liefdevolle toewijding binnen dat instituut verbeeldt (onthuld door prinses Juliana in 1990). Dat geen enkele patiënt ervan aan de vernietiging is ontkomen, wordt er des te schrijnender door.
Prins ontwierp voorts oorlogsmonumenten in Amsterdam, Barneveld, Borne, Coevorden, Gouda en Strijen.
De essentie van Kamp Westerbork had hij eerder al gevonden in de paniek, de berusting, en de overheidsterreur waarmee het wekelijkse treintransport uit dit Nederlandse Durchgangslager gepaard ging. Maar het was met name de stilte die over het kamp viel als de volle goederenwagons dinsdags uit zicht verdwenen, die hij wilde verbeelden.
Over Nationaal Monument Westerbork schreef Evert Werkman: "Er staan honderden oorlogsmonumenten in dit land. Er is er maar een gemaakt van biels en rails. Er is er maar een, waar de schaamte je nóg bevangt als je het ziet."

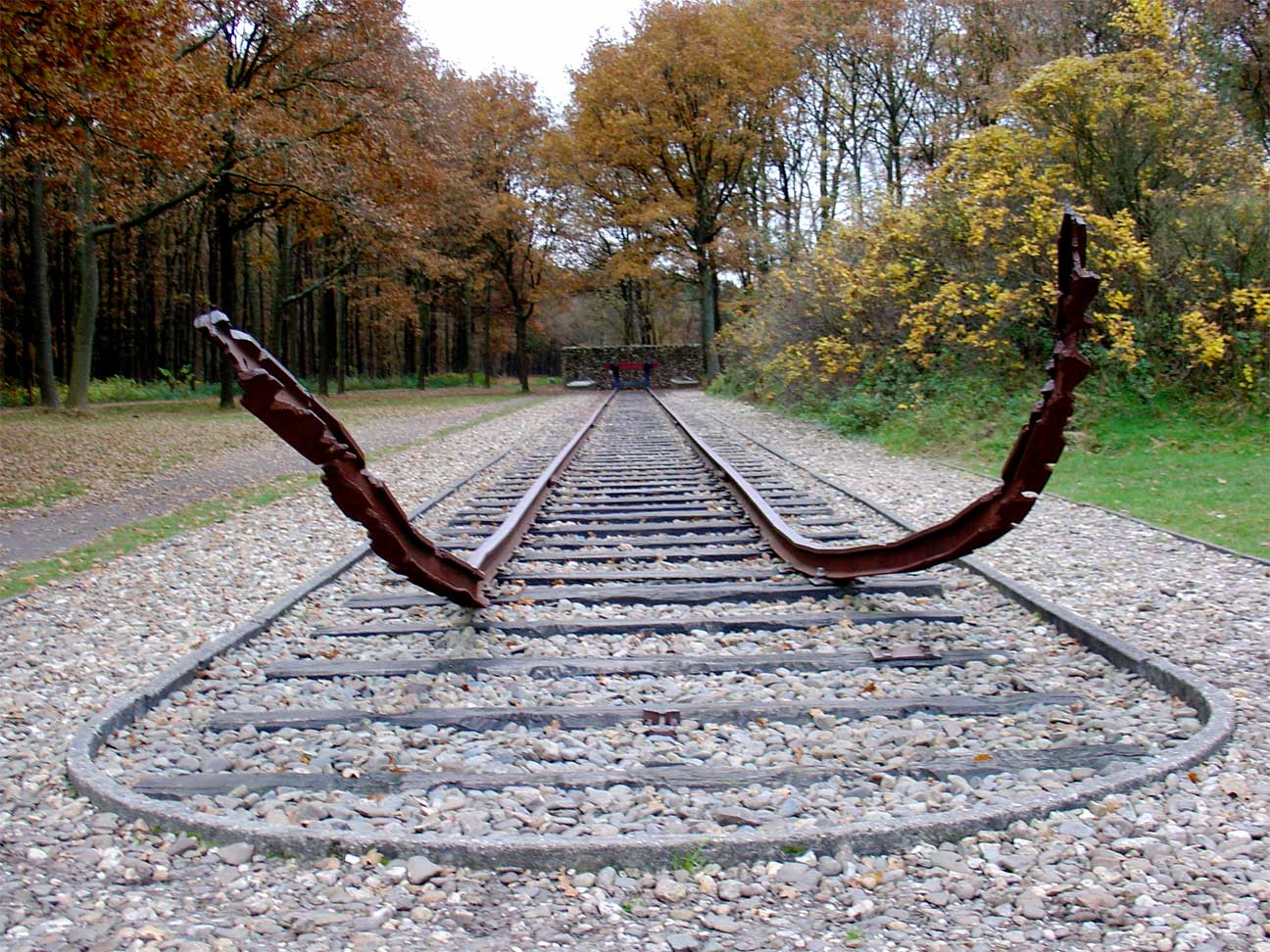
Monument Kamp Westerbork
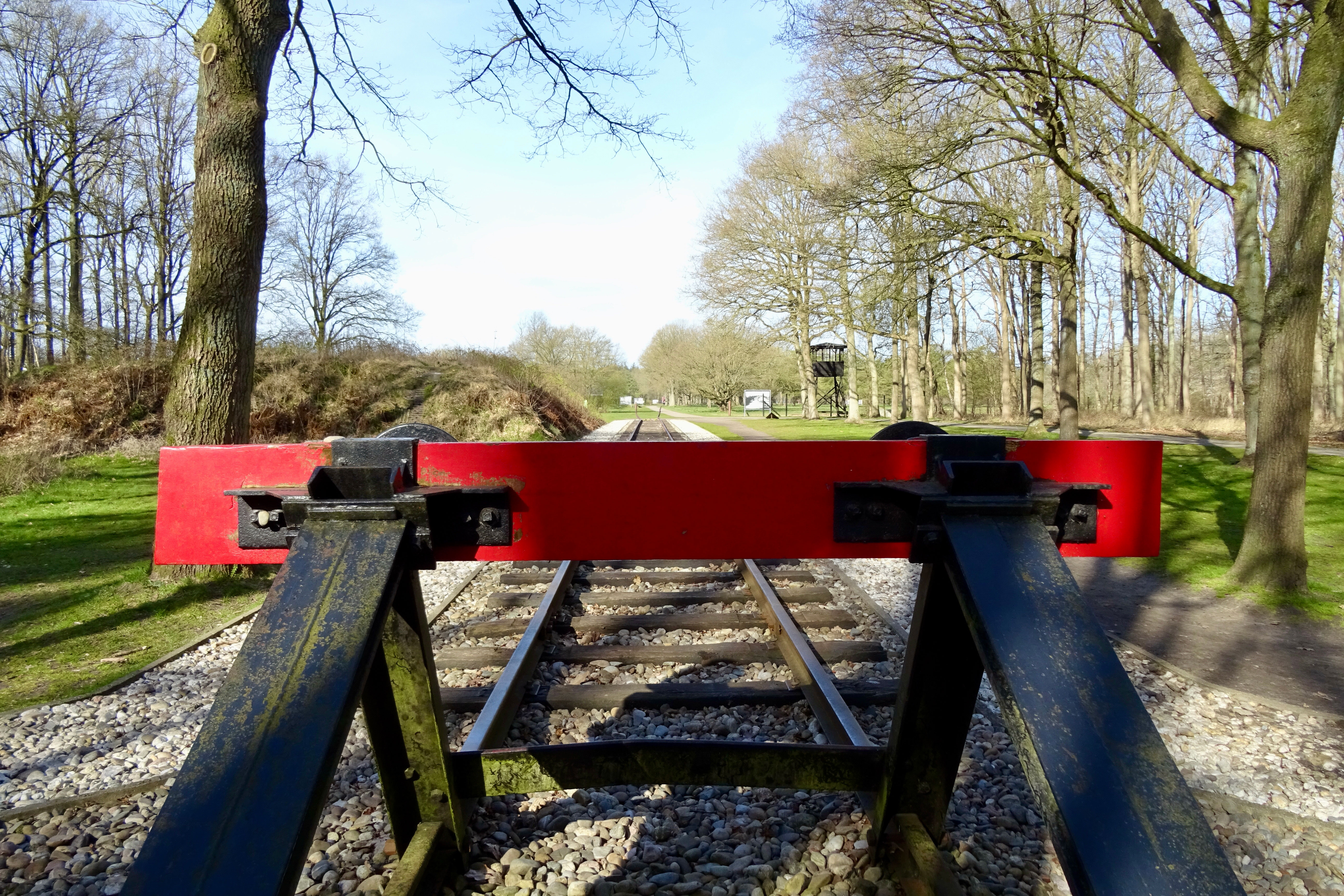
Monument Kamp Westerbork
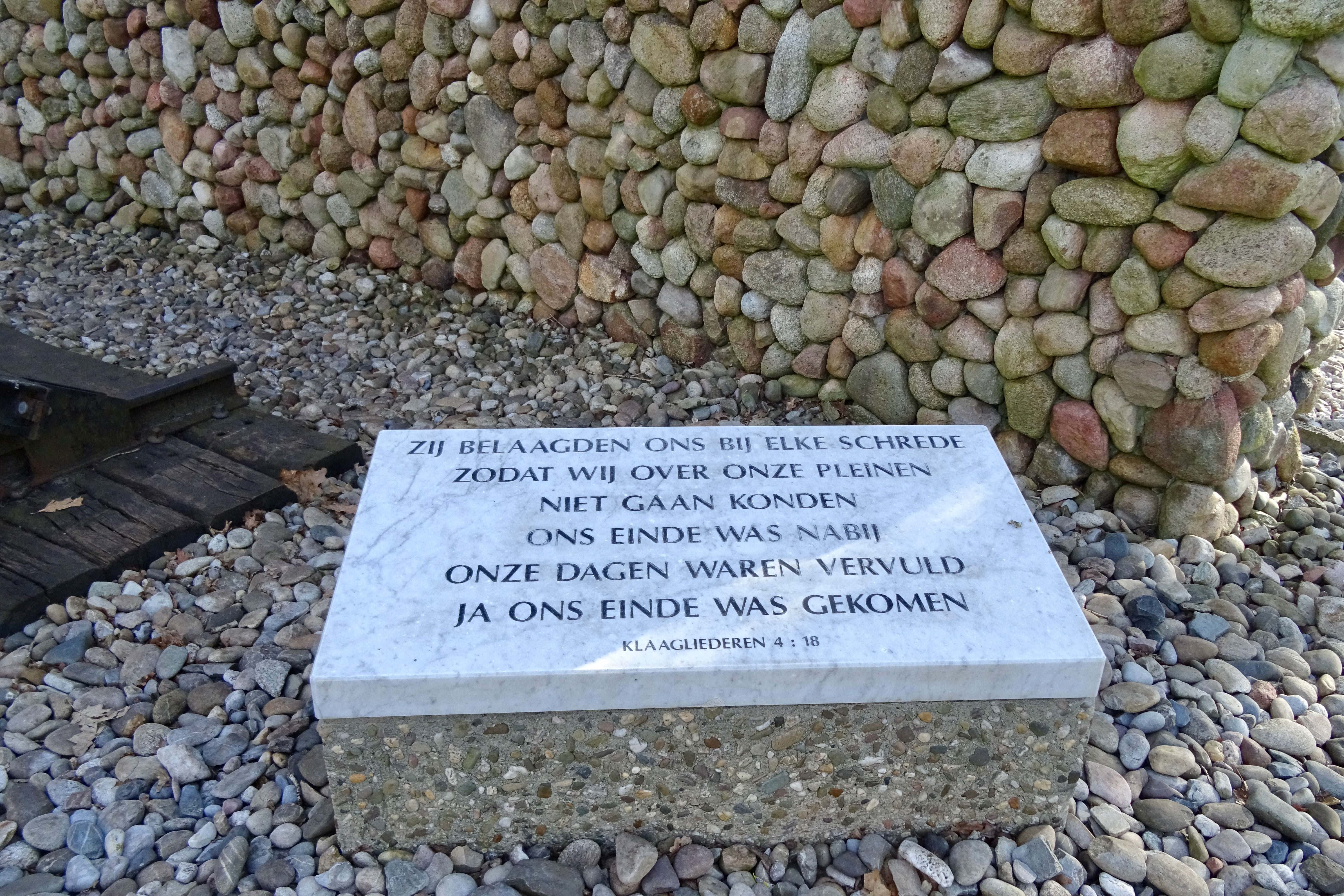
Monument Kamp Westerbork
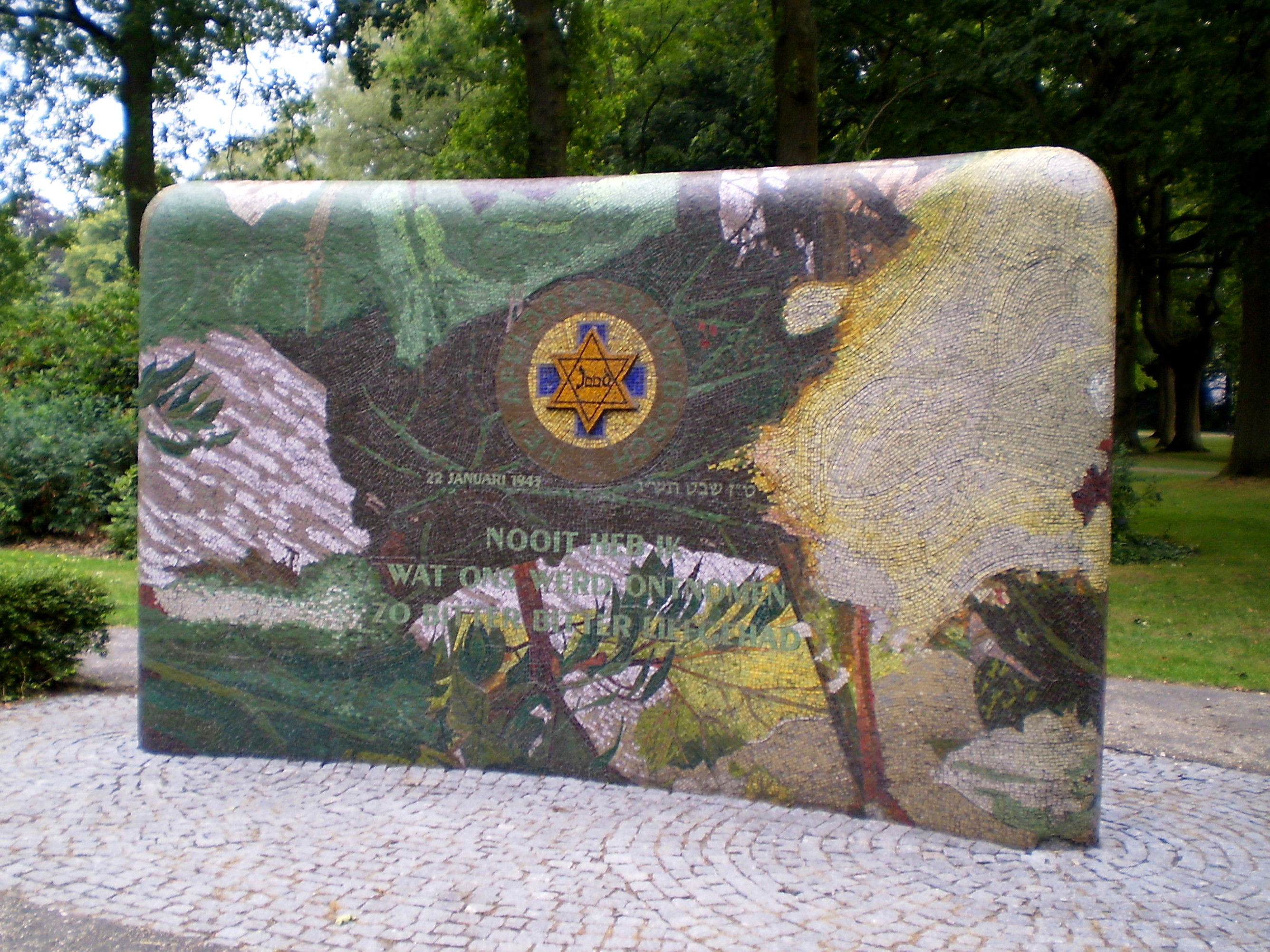
Monument Deportatie Apeldoornsche Bosch (1990)